# Le Grand-Bourg
Pour le village de Marie-Galante (Guadeloupe), voir Grand-Bourg.
Le Grand-Bourg est une commune française du département de la Creuse et de la Région Nouvelle-Aquitaine (ancienne Région du Limousin). Par ailleurs Le Grand-Bourg est également chef-lieu du Canton du Grand-Bourg.

## Localisation
À mi-chemin entre La Souterraine et Guéret, Le Grand-Bourg se situe dans l'Ouest creusois et le bassin de la Gartempe. Elle se nommait jusqu'au XIXe siècle Le Grand-Bourg de Salagnac.

## Homonymie
Le Grand-Bourg ne doit pas être confondu avec Grand-Bourg (Guadeloupe).

## Géographie
Le territoire communal s'étend sur 7 891 hectares. Cette importante superficie est une caractéristique du Grand-Bourg, qui est la seconde commune la plus étendue du département juste derrière Gentioux-Pigerolles (7 929 hectares).
Le Grand-Bourg partage ainsi ses limites avec 13 communes : Bénévent-l'Abbaye, Marsac, Fursac, Chamborand, Saint-Priest-la-Feuille, Lizières, Saint-Priest-la-Plaine, Fleurat, Saint-Vaury, Gartempe, Montaigut-le-Blanc, Aulon, Mourioux-Vieilleville.
| Saint-Priest-la-Feuille Lizières | Fleurat Saint-Priest-la-Plaine | Saint-Vaury                 |
| Chamborand                       | Grand-Bourg                    | Gartempe Montaigut-le-Blanc |
| Saint-Étienne-de-Fursac Marsac   | Bénévent-l'Abbaye Vieilleville | Aulon                       |

## Géologie et relief

### Aspects physiques
Le cœur de la commune est située dans une large vallée (parfois connue sous le nom de dépression du Grand-Bourg) que traverse la rivière Gartempe d'est en ouest en décrivant plusieurs méandres. Cette vallée est encadrée de toutes parts de plateaux et collines aux reliefs encore modestes mais néanmoins marquées qui sont les premiers contreforts du Massif central.
L'ensemble s'inscrit dans le contexte plus large de l'ouest creusois, dominé par des petites montagnes granitiques (entre 500 et 600 mètres d'altitude) et dont les lignes de crête barrent l'horizon : les monts de Guéret où ressortent le Maupuy et le Puy des Trois Cornes d'un côté, la butte de Saint-Goussaud reliée aux monts d'Ambazac de l'autre.
Le point culminant du Grand-Bourg se trouve ainsi au sud de la commune, à 497 mètres d'altitude, entre les villages des Bains et de Lisle. Le point le plus bas est situé au moulin de Masvignier, à l'endroit où la Gartempe quitte le territoire communal en direction de Lizières, à 349 mètres d'altitude. Le bourg quant à lui est posé entre 380 et 400 mètres.

### Hydrographie et les eaux souterraines
L'ensemble du territoire communal est arrosé par un dense réseau de ruisseaux et petites rivières, tous affluents de la Gartempe. Le Peyroux est le plus important d'entre-eux. Il prend sa source dans le bois de la Ribbe où il est capté pour fournir l'essentiel de l'eau potable au Grand-Bourg. Puis traverse le sud de la commune avant d'aller former l'étang de la Toueille, principal plan d'eau du secteur.

### Le bourg
Le centre-bourg est dominé par l'imposante église Notre-Dame (XIIe siècle) et s'articule autour d'une succession de trois grandes places principales : la place du marché, la place des tilleuls, la place du champ de foire.
Plusieurs squares (Lucien-Lacroix, Docteur-Auboux, Pierre-Grosse) et un stade (Gabriel-Adenis) forment les espaces verts.
Le bourg abrite mairie, école élémentaire (tous niveaux), gendarmerie, centre de secours, bibliothèque, poste. Il possède un cabinet infirmier, un relais d'assistantes maternelles, d'un médecin généraliste, de quatre kinésithérapeutes, un ostéopathe et un psychologue.
Ainsi que plusieurs commerces de proximité.
Depuis 1996, il est doté d'un complexe destiné aux loisirs composé d'un grand gymnase et d'une salle polyvalente toute équipée (réceptions, spectacles sur scène, cinéma). Ainsi qu'un dojo depuis 2020.
Depuis 2020, un marché de producteurs se tient chaque premier dimanche du mois sur la place du marché. 

### Les villages du Grand-Bourg
La commune possède plus d'une centaine de villages habités, hameaux ou fermes isolées, répartis sur l'ensemble du territoire.
En voici la liste, par ordre alphabétique : Ardannes, Barriassoux, Barriat, Bel-Air, Besse, Bonlieu, Bospillat, Bourdicolle, Boussiroux, Celles, Ceury, Chalibat, Chanterannes, Chezolles, Collonges, Condat, Convalette, Grand-Cloux, Gresol, Huviers, Jeansannes, Jouhet, La Barde, La Brousse, La Chataignière, La Folie, La Forge, La Grande-Faye, La Graulière, La Loge des Bains, La Loge du Mas, La Montagne, La Peyre, La Pouyade, La Ribbe, La Roche, La Terrade, La Toueille, La Tuilerie, La Vallade, La Vilatte, Langlard, Lascroux, Laugères, Laumière, Lavaud de Pognagot, Lavaudroy, Le Barret, Le Bâtiment, Le Bourâle, Le Breuil, Le Jonquet, Le Mas, Le Masgelier, Le Masroy, Le Moulin de Barriat, Le Moulin du Masgelier, Le Moulin de Masvignier, Le Moulin du Pont, Le Moulin de Ribbes, Le Moulin Sebrot, Le Moultier, Le Peyrat, Le Peyronnet, Les Bains, Les Dauges, Les Granges, Les Métairies, Les Thermes, Lisle, Livergnat, Longeville, Lurat, L'Âge au Bert, L'Âge au Fils, L'Âge au Seigneur, Marliat, Masmeaux, Masvignier, Meillassoux, Montenon, Morenoux, Nibouleix, Nouvelours, Petit-Cloux, Pognagot, Pontferrand, Ribbes, Ribette, Richefort, Ruffiers, Salagnac, Vieilleribière, Villessanges.

### Histoire des villages
Deux écoles ont existé des années 1880 aux années 1950 dans les villages de la Folie et des Bains, respectivement le nord et le sud de la commune. Elles s'ajoutaient aux écoles du bourg et évitaient ainsi des trajets conséquents aux enfants de ces secteurs éloignés.
Cinq villages possèdent des châteaux : l'Âge au Seigneur (privé), le Masgelier (privé), Collonges (privé), la Ribbe (institut médico-éducatif), Salagnac (vestiges).
Cinq villages possèdent des moulins, qui donnent généralement leur nom au hameau : le moulin de la Roche, le moulin de Ribbes, le moulin Sebrot, le moulin du Pont (Salagnac), le moulin de Chalibat, le moulin de Masvignier.
Du fait de la grande superficie communale, certains villages se trouvent plus proche d'une autre commune que du bourg lui-même : le village de Jeansannes se trouve à 7 kilomètres du Grand-Bourg mais à 3 kilomètres seulement de Bénévent-l'Abbaye, celui de la Montagne se trouve à 8 kilomètres du bourg mais seulement à 4 kilomètres de Fleurat...
Le village de Pognagot, anciennement orthographié Pognat, tirerait son origine d'une villa gallo-romaine
Le village de Lavaud de Pognagot abrite un souterrain (privé) qui a été mis au jour dans les années 1960 et dont plusieurs vestiges archéologiques sont aujourd'hui exposés autour de l'église du bourg.

### Climat
Pour des articles plus généraux, voir Climat de la Nouvelle-Aquitaine et Climat de la Creuse.
Historiquement, la commune est dans une zone de transition entre le climat océanique limousin et le climat montagnard.  
En 2020, Météo-France publie une typologie des climats de la France métropolitaine dans laquelle la commune est dans une zone de transition entre le climat océanique altéré et le climat de montagne et est dans la région climatique  Ouest et nord-ouest du Massif Central, caractérisée par une pluviométrie annuelle de 900 à 1 500 mm, maximale en automne et en hiver.
Pour la période 1971-2000, la température annuelle moyenne est de 10,7 °C, avec  une amplitude thermique annuelle de 15 °C. Le cumul annuel moyen de précipitations est de 979 mm, avec 12,9 jours de précipitations en janvier et 8,2 jours en juillet. Pour la période 1991-2020, la température moyenne annuelle observée sur la station météorologique la plus proche, située sur la commune de Bénévent-l'Abbaye à 4,84 km à vol d'oiseau, est de 11,5 °C et le cumul annuel moyen de précipitations est de 1 013,1 mm,. Pour l'avenir, les paramètres climatiques de la commune estimés pour 2050 selon différents scénarios d’émission de gaz à effet de serre sont consultables sur un site dédié publié par Météo-France en novembre 2022.

## Urbanisme

### Typologie
Au 1er janvier 2024, Le Grand-Bourg est catégorisée commune rurale à habitat très dispersé, selon la nouvelle grille communale de densité à 7 niveaux définie par l'Insee en 2022.
Elle est située hors unité urbaine. Par ailleurs la commune fait partie de l'aire d'attraction de Guéret, dont elle est une commune de la couronne,. Cette aire, qui regroupe 72 communes, est catégorisée dans les aires de moins de 50 000 habitants,.

### Occupation des sols
L'occupation des sols de la commune, telle qu'elle ressort de la base de données européenne d’occupation biophysique des sols Corine Land Cover (CLC), est marquée par l'importance des territoires agricoles (89,2 % en 2018), une proportion sensiblement équivalente à celle de 1990 (89,3 %). La répartition détaillée en 2018 est la suivante : 
prairies (54,9 %), zones agricoles hétérogènes (32,3 %), forêts (9,5 %), terres arables (1,9 %), zones urbanisées (0,6 %), eaux continentales (0,4 %), zones industrielles ou commerciales et réseaux de communication (0,3 %). L'évolution de l’occupation des sols de la commune et de ses infrastructures peut être observée sur les différentes représentations cartographiques du territoire : la carte de Cassini (XVIIIe siècle), la carte d'état-major (1820-1866) et les cartes ou photos aériennes de l'IGN pour la période actuelle (1950 à aujourd'hui).

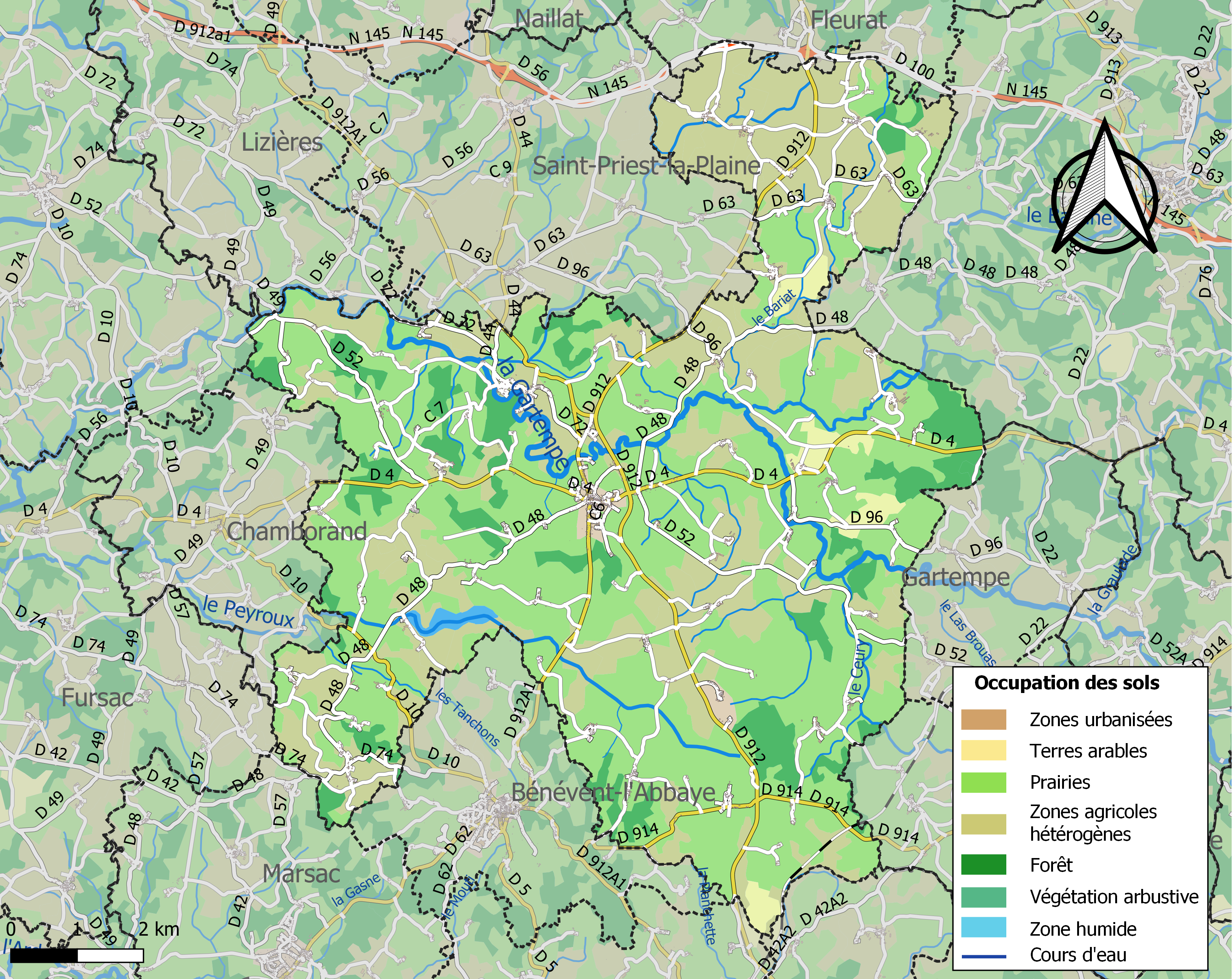
Carte des infrastructures et de l'occupation des sols de la commune en 2018 (CLC).

### Risques majeurs
Le territoire de la commune du Grand-Bourg est vulnérable à différents aléas naturels : météorologiques (tempête, orage, neige, grand froid, canicule ou sécheresse) et séisme (sismicité faible). Il est également exposé à un risque particulier : le risque de radon. Un site publié par le BRGM permet d'évaluer simplement et rapidement les risques d'un bien localisé soit par son adresse soit par le numéro de sa parcelle.

#### Risques naturels

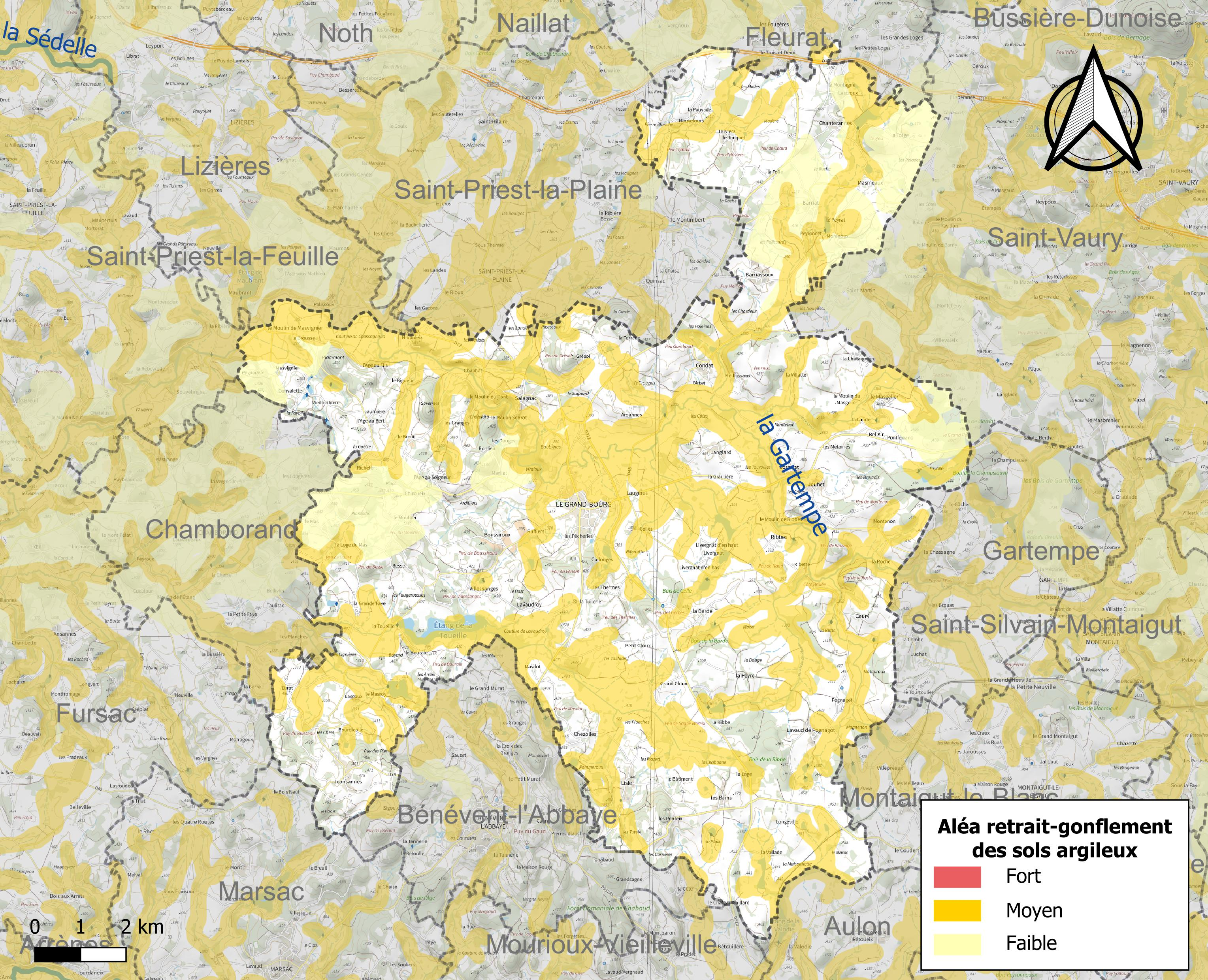
Carte des zones d'aléa retrait-gonflement des sols argileux du Grand-Bourg.

Le retrait-gonflement des sols argileux est susceptible d'engendrer des dommages importants aux bâtiments en cas d’alternance de périodes de sécheresse et de pluie. 42,2 % de la superficie communale est en aléa moyen ou fort (33,6 % au niveau départemental et 48,5 % au niveau national). Sur les 811 bâtiments dénombrés sur la commune en 2019, 186 sont en aléa moyen ou fort, soit 23 %, à comparer aux 25 % au niveau départemental et 54 % au niveau national. Une cartographie de l'exposition du territoire national au retrait gonflement des sols argileux est disponible sur le site du BRGM,.
Par ailleurs, afin de mieux appréhender le risque d’affaissement de terrain, l'inventaire national des cavités souterraines permet de localiser celles situées sur la commune.
La commune a été reconnue en état de catastrophe naturelle au titre des dommages causés par les inondations et coulées de boue survenues en 1982 et 1999. Concernant les mouvements de terrains, la commune a été reconnue en état de catastrophe naturelle au titre des dommages causés par la sécheresse en 2019 et par des mouvements de terrain en 1999.

#### Risque particulier
Dans plusieurs parties du territoire national, le radon, accumulé dans certains logements ou autres locaux, peut constituer une source significative d’exposition de la population aux rayonnements ionisants. Certaines communes du département sont concernées par le risque radon à un niveau plus ou moins élevé. Selon la classification de 2018, la commune du Grand-Bourg est classée en zone 3, à savoir zone à potentiel radon significatif.

### Voies de communications et transports

#### Voies routières
Le bourg du Grand-Bourg se trouve à peu près au centre de la commune. Il occupe une position de carrefour entre des axes de communication d'importance départementale (D4 et D912) et s'est développé en étoile dans plusieurs directions : Guéret (rue de la mairie), Bourganeuf (rue du manoir), Bénévent (rue de la Providence), Limoges (rue du stade), La Souterraine (rue de la Gartempe), Dun-le-Palestel (zone artisanale).

#### Transports en commun
- Réseau TransCreuse.

##### SNCF
- Gare de Vieilleville,
- Gare de Marsac,
- Gare de La Souterraine,
- Gare de Fromental,
- Gare de Saint-Sulpice-Laurière.

#### Transports aériens
L'aéroport le plus proche est :
- L'Aéroport de Limoges-Bellegarde.

## Histoire

### Les origines: autour de la Gartempe
On retrouve dans la vallée de la Gartempe de nombreux objets datant du Néolithique, notamment des silex, attestant d'une occupation de la région depuis la Préhistoire.
C'est plus particulièrement dans une boucle de la Gartempe que les premiers habitants de la région choisirent de s'installer. Probablement parce qu'il y avait là d'une part, un gué permettant le franchissement de la rivière, et d'autre part un escarpement propice à la défense.
Certaines sources parlent d'ailleurs d'un retranchement dit "camp de César" près de l'actuel village de Salagnac. Près de ce même village, la carte IGN au 1/25000e mentionne en outre un double oppidum, un sur chaque rive de la rivière.
En outre, la terminaison en -ac de Salagnac, anciennement Salaniacum, laisse penser que ce village serait à l'origine une villa gallo-romaine. Celle-ci aurait donc pu s'établir  durant la Paix romaine en face du village gaulois préexistant. La voie romaine conduisant de Praetorium (Saint-Goussaud) à Fines (Aigurande) passait d'ailleurs non loin de là.
La toponymie de certains villages proches semble indiquer la présence d'autres villa aux environs : par exemple Pognagot, anciennement Pognat. Et l'archéologie confirme l'influence romaine dans la région, avec notamment des sépultures à incinération.
Avec la chute de l'Empire Romain et l'entrée dans le Haut Moyen Âge, Salagnac devient centre féodal. Une motte castrale est érigée. Une famille riche et puissante porte son nom, ses membres sont dits comte ou comtesse, Salagnac et les environs deviennent leur seigneurie. Autour de l'an 1000 on retrouve les traces d'un château fort dans un document qui mentionne le Castellum salaniacense.

### Le Moyen-Âge et la légende fondatrice de saint Léobon
C'est dans ce contexte que s'inscrit la fameuse légende de saint Léobon. Un saint limousin dont la vénération des reliques conditionne la suite de l'histoire locale en entraînant la création d'une nouvelle localité qui va dépasser en importance Salagnac : Le Grand-Bourg de Salagnac.

Voici résumée cette légende telle que rapportée par la tradition orale durant le XXe siècle :
Léobon serait né au milieu du Ve siècle. Faisant de lui un contemporain de Clovis, de saint Rémy, ou de saint Amand. Il est en revanche antérieur à l'ensemble des autres saints limousins : saint Léonard (né en 496), saint Vaury (né en 530), saint Priest (évêque de Clermont en 666), saint Goussaud (disciple de saint Priest), et saint Pardoux (qui mourut en 737).
Originaire de Fursac, en aval de la Gartempe, Léobon décide très tôt de se retirer en ermite pour adorer Dieu. Il s'installe dans un endroit écarté et solitaire au milieu des bois, au sud de Fursac de l'autre côté de la Gartempe. Travaillant la terre, il sait aussi bien manier le bois et le fer, tâches qu'il abandonne tous les jours pour s'adonner à la prière et venir assister à la messe au bourg de Fursac.
Mais un jour, les jeunes du village avides de divertissements et peu portés sur la dévotion décident de faire tomber Léobon dans le péché. Une jeune fille est désignée pour tenter de le séduire... Se rendant chez lui en pleine nuit, elle frappe à sa porte et feint d'être égarée pour le forcer à l'hospitalité. 
Léobon comprend très vite les intentions de la jeune fille et décide lui donner une leçon : écartant le feu qui brûle dans son foyer, il se couche sur les braises avant d'inviter la tentatrice à faire de même. Surprise et horrifiée, celle-ci s'enfuit en criant : "fuyez, fuyez, malheureux, de peur que la terre ne vous engloutisse. J'ai trouvé un homme qui ne brûle pas dans les flammes et si vous ne me croyez pas allez voir ce spectacle et vous croirez à vos yeux".
Après cette mésaventure, Léobon ne s'estime plus en sécurité à Fursac et décide de s'en éloigner pour trouver un nouvel ermitage. C'est ici que Salagnac entre en jeu. Léobon se dirige vers le soleil levant en remonta le cours de la Gartempe jusqu'en amont de l'antique bourg nommé Salagnac. Laissant la rivière sur sa gauche, il s'en écarte de 200 pas où il trouve un lieu désert, placé à l'abri du vent du nord par une roche spacieuse et élevée, justement nommé la Pierre Grosse.
C'est là qu'il fixe sa nouvelle demeure et termine ses jours vers l'an 530. Fiers que cet endroit de leur paroisse ait été choisi comme refuge par ce saint homme, les gens de Salagnac considèrent alors ses reliques comme un trésor. Et de fait, des foules accoururent bientôt à l'endroit de sa sépulture pour le vénérer dautant qu'il possédait, dit-on, des pouvoirs guérissants. 
L'ermitage devient un lieu de pèlerinage. Des familles s'installent autour formant vite un grand village. Alors qu'une première église y est construite pour honorer le saint, l'augmentation de la population est telle que la Pierre Grosse finit par dépasser Salagnac en taille. On renomme l'endroit Grand-Bourg de Salagnac. 
Saint Léobon atteint alors une telle renommée que les Fursacois entreprennent de récupérer ses reliques. Une expédition menée par une nuit sans lune leur permet de les ravir mais ils sont vite stoppés par un autre miracle. La scène se déroule à Marliat, à un kilomètre du Grand-Bourg de Salagnac. Ici les bœufs s'arrêtèrent net tandis que les cloches du Grand-Bourg se mettent à sonner toutes seules.
L'alerte est donnée en ces mots, restés célèbres dans la région : "gens dau Borg, levas vos tous, los Fursacoux sont à Marliou, emportant san Liobou". Les gens du Bourg s’exécutent donc et fondent sur les Fursacois restés bloqués à Marliat. Une bagarre s'engage entre les deux communautés qui s'arrachent les reliques. Dans la bousculade, les gens de Grand-Bourg arrachent la tête et le bras droit tandis que le reste du corps demeure à Fursac...
Face au désastre, saint Léobon lui-même aurait pris la parole pour apaiser tout le monde en approuvant ce partage forcé. Il aurait consolé les gens du Grand-Bourg en ces termes : "Laissez-faire, à vous je donne ma tête et mon bras droit, et avec eux, je vous donne toute ma force et toute ma puissance".
Si la légende comporte sa part de merveilleux, l'existence de Léobon et le déroulement général des événements sont avérés. Des historiens recoupent l'épisode du partage avec le mal des ardents qui a sévi en Limousin au Xe siècle entraînant un fort engouement pour les reliques censées l'éviter.
Aujourd'hui un fragment des reliques est visible dans une vitrine sécurisée de l'église Notre-Dame du Grand-Bourg : un bout d'ossement enchâssé dans un bras artificiel. Tandis que la légende a semé plusieurs traces dans la géographie locale : une fontaine et une rue du bourg portent le nom de saint Léobon. Tout près d'une autre rue où l'on peut observer des affleurements rocheux et au-dessus d'un quartier qui s'appelle la Pierre-Grosse. Quant au village de Marliat, on peut y observer en bord de route une petite croix en granit nommée Croix du Partage.

### Les Templiers et les Hospitaliers
Le village de Lascroux qui s'appelait autrefois « La Croix-de-Mazeirat » est une ancienne commanderie de l'ordre du Temple puis de l'ordre de Saint-Jean de Jérusalem devenue un membre de la commanderie de Paulhac au sein du grand prieuré d'Auvergne,,.

### Époque moderne
Durant les guerres de religion, en 1569, Wolfgang de Bavière pille Le Grand-Bourg en le traversant avec ses troupes.
Sur la carte de Cassini dressée entre 1736 et 1738, le nom de Sallagnac (avec deux L) apparaît deux fois, à l'emplacement du bourg actuel et de l'actuel village de Salagnac.

### Époque contemporaine
Durant le XIXe siècle, le nom du Grand-Bourg remplace peu à peu celui du Grand-Bourg de Salagnac sur les documents officiels et dans les usages. Salagnac est relégué au rang d'un gros village.
Jusqu'à la fin du XIXe siècle et le développement de la voirie départementale, la principale route du Grand-Bourg est celle reliant La Souterraine à Bourganeuf (actuelle D912 A1). Elle se rattache à la route de Poitiers à Clermont (actuelle RN145) au niveau du Puy de Lantais, à Lizières.
Au début du XXe siècle, au plus fort de l'expansion ferroviaire, la municipalité se positionne pour doter le Grand-Bourg d'une gare qui serait desservie par une voie ferrée reliée au Paris-Toulouse passant à la Souterraine. Ce projet ne verra jamais le jour, bien qu'une petite portion de la ligne Laurière-Montluçon via Guéret écorne le territoire du Grand-Bourg au sud-est.
Comme toutes les communes de France, Le Grand-Bourg paye un lourd tribut humain durant la Première Guerre mondiale. Le monument aux morts de la commune est construit en 1920 sur la place des tilleuls. Il est composé d'une imposante colonne surmontée d'un coq et entourée par une volée de marches.
De 1924 à 1928, la commune donne un député à la Creuse en la personne du maire Gabriel Adenis.
Durant la Seconde Guerre mondiale, de nombreux enfants juifs sont réfugiés dans le plus grand secret dans la commune,,, au château du Masgelier alors géré par l'Œuvre de secours aux enfants (OSE).
La Résistance, très active dans cette région délimitée par les lignes de chemin de fer Paris-Toulouse et Bordeaux-Lyon installe plusieurs maquis autour du Grand-Bourg : les campements de Lascroux sur la commune, de Cessac (Bussière-Dunoise) et de la Quaire (Saint-Priest-la-Plaine). En conséquence, des Waffens SS s'installent au bourg du Grand-Bourg en décembre 1942 et janvier 1943 pour traquer les Résistants. Lors de cette opération, ils arrêtent Albert Gagnet et Lucien Pateyron (19 janvier) mais ne parviennent pas à localiser le maquis. Lors de ce même épisode le chef de gendarmerie du Grand-Bourg, Marcel Amiot, Résistant lui aussi, est tué près du village de la Barde. Le 20 mars suivant, des Républicains espagnols cachés dans les villages de Nouvelours et la Pouyade sont dénoncés par un habitant de la Terrade, village voisin. Marco Ramon, José Fuentes, Roberto Francisco et Vidal Dejuana sont capturés puis fusillés à Limoges par la milice. Le même jour, Albert Terrasson, Pierre Sinaud et Émile Buffet sont aussi faits prisonniers et déportés. Un autre enfant de la commune, Roger Gerbaud, originaire du village de la Folie, est capturé le 14 mai 1944 lorsque le maquis qu'il commande près de Saint-Maurice-la-Souterraine est encerclé par la milice et les gardes mobiles. Il est fusillé à Limoges le 23 juin 1944 après avoir été torturé mais sans avoir parlé.
Aujourd'hui, trois monuments commémorent ces événements sur le territoire de la commune : celui des Républicains espagnols près du village de la Montagne en bordure de la RN145 où se tient une cérémonie en présence du maire chaque 23 juin. Celui de la Folie en bordure de la départementale en mémoire de Roger Gerbault. Et celui de la Barde en bordure de la même départementale commémorant le sacrifice du gendarme Amiot.
La tempête Martin qui souffle au soir du 27 décembre 1999 cause de nombreux dégâts dans la commune comme dans tout le Limousin.
Le Tour de France traverse la commune le 14 juillet 2009 (étape Limoges - Issoudun), via le village des Bains et la D914.
Pandémie de Covid-19 : le premier cas en Creuse est recensé sur la commune du Grand-Bourg le vendredi 13 mars 2020. Il s'agit d'un habitant de région parisienne qui possède une résidence secondaire au lieu-dit La Toueille, où il est confiné avec des proches pendant plusieurs jours.
Le premier tour des élections municipales intervient dans ce contexte le surlendemain. La municipalité en place est battue par une liste d'alternance "Nouvelle Vague au Grand-Bourg". Dix nouveaux conseillers sont élus avec trois sortants. Le nouveau maire, Francky Chatignoux, est le premier agriculteur à occuper cette fonction.

## Économie

### Entreprises et commerces

#### Agriculture
L'activité économique du Grand-Bourg est encore largement tournée vers l'agriculture avec 77 sièges d'exploitations et 109 unité de travail annuel en 2010. La surface agricole utile était cette année là de 5879 hectares, dont 3342 ha de surfaces toujours en herbe (56,8 %) et 2527 ha de terres labourables. Les exploitations sont en grande majorité spécialisées dans l'élevage bovin (activités de naisseur et engraisseur) de race limousine. On comptait 9101 unités de gros bétail (UGB) en 2010.
Les derniers recensements généraux de l'agriculture (1988, 2000, 2010) traduisent plusieurs tendances de fond :
- Un mouvement de concentration des terres et d'agrandissement des exploitations : leur nombre est passé de 131 en 1988 à 88 en 2000, puis 77 en 2010 ; tandis que la SAU restait quasiment la même : 5999 ha en 1988 puis 5771 ha en 2000 et 5879 ha en 2010.
- Une intensification de l'élevage : 7355 UGB en 1988 puis 9241 UGB en 2000 et 9101 UGB en 2010, alors même que les surfaces toujours en herbe ont diminué : 4110 ha en 1988, 3650 ha en 2000, 3342 ha en 2010.
- Une diversification grandissante vers des ateliers de grande culture : 1872 ha de terres labourables en 1988, 2104 en 2000, 2527 en 2010.

#### Tourisme
- Hébergements dans le bourg, également à Chamborand.
- Débits de boissons, restaurant dans le bourg.
- Hôtel à la Souterraine, Guéret

#### Commerces
- Commerces et services de proximité dans le bourg: actuellement une boucherie-charcuterie, une boulangerie, un fleuriste,  une épicerie,  deux bars faisant de la restauration, une banque, une pharmacie

## Associations
- Annuaire Associations locales

## Vie culturelle

### Théâtre
Une troupe de théâtre, baptisée les Trois Coups, rend le Grand-Bourg célèbre dans toute la région. Ses bénévoles donnent une série de représentations sur la scène communale chaque année entre la fin de l'hiver et le printemps. Une première partie est composée de saynètes et de danses, la seconde est dédiée à la pièce, faisant intervenir une dizaine d'acteurs dans le genre vaudeville généralement. La troupe est notamment connue pour son duo comique féminin inspiré des célèbres Vamps, qui intervient sur de nombreuses manifestations dans toute la Creuse.

### Spectacle de rue, photographie...
L'association Agir pour le patrimoine du Grand-Bourg a été créée à la fin des années 2010 afin de porter des initiatives permettant de récolter des fonds pour la rénovation de l'église. Ce projet terminé, son champ d'actions s'est depuis élargi au petit patrimoine ou à la mémoire locale. Agir s'est ainsi illustrée par des manifestations et des créations très diverses qui ont jalonné la dernière décennie :
- les Miroir(s) du Temps. Spectacles faisant intervenir de nombreux figurant recrutés dans la commune autour d'une légende ou d'un fait d'histoire locale. Plusieurs éditions en mai 2009[32], mai 2010, décembre 2010, novembre 2014[33], février 2018[34].
- le livre Cet été là au Grand-Bourg. Un recueil réalisé entre juillet et novembre 2010 réunissant des photos de groupes ou des portraits de tous les habitants de la commune. L'idée était de fixer le visage humain du Grand-Bourg au début du XXIe siècle tout en suscitant des rencontres du type fête des voisins. La plupart des séances photos ayant donné lieu à un apéritif ou un banquet dans les différents quartiers du bourg ou les villages. Environ un millier de personnes ont accepté d'y figurer. Le plus jeune avait quelques mois, la plus âgée était centenaire. Le livre s'est vendu à un millier d'exemplaires tandis que des rendez-vous initiés à cette occasion se perpétuent encore aujourd'hui[35].
- un rallye touristique à travers les villages de la commune.

### Cinéma
La salle communale, inaugurée en 1996, est dotée d'un grand écran de cinéma amovible permettant des projections devant 200 personnes. L'association Grand Ecran fait venir, chaque deuxième vendredi du mois, un cinéma itinérant qui diffuse des films du moment (King Kong, Avatar, La Rafle, Bienvenue chez les Ch'tis, Demain tout commence...) Par le passé ce dispositif a aussi permis la retransmission de grands événements telles les étapes du Tour de France ou les matches de l'équipe de France lors du Mondial de 98.

### Lettres
Une bibliothèque municipale, animée par l'association les Amis de la bibliothèque, est à la disposition de tous près du groupe scolaire. Rénovée en 2008, elle a été baptisée du nom d'Amédée Carriat (1922-2004), écrivain érudit originaire de la commune (village de Ceury).

## Politique et administration

### Canton
Le Grand-Bourg est chef-lieu du canton éponyme. Celui-ci est passé de sept à dix-sept communes (et de 3 000 à 7 000 habitants) avec le redécoupage cantonal de 2014.
Les conseillers départementaux du Grand-Bourg sont Annie Chambereau et Bertrand Labar (Droite-Centre). depuis les dernières cantonales de 2015.

### Département
Le département de la Creuse a été créé à la Révolution en 1790 en application de la loi du 22 décembre 1789, essentiellement à partir de l'ancienne province de la Marche.
Depuis 2015, le conseil départemental de la Creuse est présidé par Valérie Simonet (LR).

### Intercommunalité
Le canton du Grand-Bourg est tout entier compris dans la communauté de communes Monts et vallées Ouest Creuse, avec les cantons de la Souterraine et de Dun-le-Palestel.
Monts et vallées Ouest Creuse a été créée à la suite du redécoupage des intercommunalités de la loi NOTRe en 2017. Elle est présidée depuis par Étienne Lejeune (PS).

### Circonscription législative
Le Grand-Bourg appartient à l'unique circonscription de la Creuse, composée de tous les cantons de la Creuse depuis les élections législatives de juin 2012.
Le premier député de cette circonscription est Jean-Baptiste Moreau (LREM), élu lors des dernières législatives de juin 2017, originaire du canton du Grand-Bourg. Il est battu en 2022 par Catherine Couturier (LFI). En 2024, l'élection est remportée par Bartolomé Lenoir (RN).

### Région
La Région Nouvelle-Aquitaine a remplacé la Région Limousin au 1er janvier 2016, plaçant le Grand-Bourg à 280 kilomètres et 3 h 30 de sa préfecture de Région, Bordeaux (contre 60 kilomètres et 1 heure, pour Limoges précédemment).

### Budget et fiscalité 2021
En 2021, le budget de la commune était constitué ainsi :
- total des produits de fonctionnement : 1 529 000 €, soit 1 210 € par habitant ;
- total des charges de fonctionnement : 1 261 000 €, soit 998 € par habitant ;
- total des ressources d'investissement : 692 000 €, soit 547 € par habitant ;
- total des emplois d'investissement : 863 000 €, soit 683 € par habitant ;
- endettement : 645 000 €, soit 510 € par habitant.

Avec les taux de fiscalité suivants :
- taxe d'habitation : 13,20 % ;
- taxe foncière sur les propriétés bâties : 38,43 % ;
- taxe foncière sur les propriétés non bâties : 50,77 % ;
- taxe additionnelle à la taxe foncière sur les propriétés non bâties : 0,00 % ;
- cotisation foncière des entreprises : 0,00 %.

Chiffres clés Revenus et pauvreté des ménages en 2020 : médiane en 2020 du revenu disponible, par unité de consommation : 21 100 €.

## Population et société

### Démographie

#### Pyramide des âges
L'évolution du nombre d'habitants est connue à travers les recensements de la population effectués dans la commune depuis 1793. Pour les communes de moins de 10 000 habitants, une enquête de recensement portant sur toute la population est réalisée tous les cinq ans, les populations de référence des années intermédiaires étant quant à elles estimées par interpolation ou extrapolation. Pour la commune, le premier recensement exhaustif entrant dans le cadre du nouveau dispositif a été réalisé en 2006.

En 2022, la commune comptait 1 182 habitants, en évolution de −3,27 % par rapport à 2016 (Creuse : −3,32 %, France hors Mayotte : +2,11 %).
| 1793  | 1800  | 1806  | 1821  | 1831  | 1836  | 1841  | 1846  | 1851  |
| ----- | ----- | ----- | ----- | ----- | ----- | ----- | ----- | ----- |
| 2 591 | 2 551 | 2 601 | 2 592 | 2 646 | 2 700 | 2 801 | 3 035 | 3 022 |

| 1856  | 1861  | 1866  | 1872  | 1876  | 1881  | 1886  | 1891  | 1896  |
| ----- | ----- | ----- | ----- | ----- | ----- | ----- | ----- | ----- |
| 3 015 | 3 094 | 3 060 | 3 069 | 3 202 | 3 000 | 3 171 | 3 339 | 3 359 |

| 1901  | 1906  | 1911  | 1921  | 1926  | 1931  | 1936  | 1946  | 1954  |
| ----- | ----- | ----- | ----- | ----- | ----- | ----- | ----- | ----- |
| 3 317 | 3 183 | 3 023 | 2 652 | 2 438 | 2 422 | 2 318 | 2 242 | 2 132 |

| 1962  | 1968  | 1975  | 1982  | 1990  | 1999  | 2006  | 2011  | 2016  |
| ----- | ----- | ----- | ----- | ----- | ----- | ----- | ----- | ----- |
| 2 050 | 1 861 | 1 564 | 1 369 | 1 323 | 1 244 | 1 208 | 1 212 | 1 222 |

| 2021  | 2022  | - | - | - | - | - | - | - |
| ----- | ----- | - | - | - | - | - | - | - |
| 1 195 | 1 182 | - | - | - | - | - | - | - |

### Enseignement
Établissements d'enseignements :
- École maternelle et primaire,
- Collèges à Bénévent-l'Abbaye, Saint-Vaury, La Souterraine, Dun-le-Palestel, Guéret,
- Lycées à Saint-Vaury, Guéret, Guéret, La Souterraine.

### Santé
Professionnels et établissements de santé :
- Médecins à Grand-Bourg, Marsac, Saint-Vaury, Mourioux-vieilleville, Fursac,  La Souterraine
- Infirmier(e)s à Grand-Bourg
- Ostéopathe et Kinésithérapeutes à Grand-Bourg
- Pharmacies à Grand-Bourg, Marsac, Saint-Vaury, Fursac, La Souterraine,
- Hôpitaux à Saint-Vaury, La Souterraine, Guéret.

### Cultes
- Culte catholique, Paroisse Grand-Bourg[52].

## Culture locale et patrimoine

### Lieux et monuments

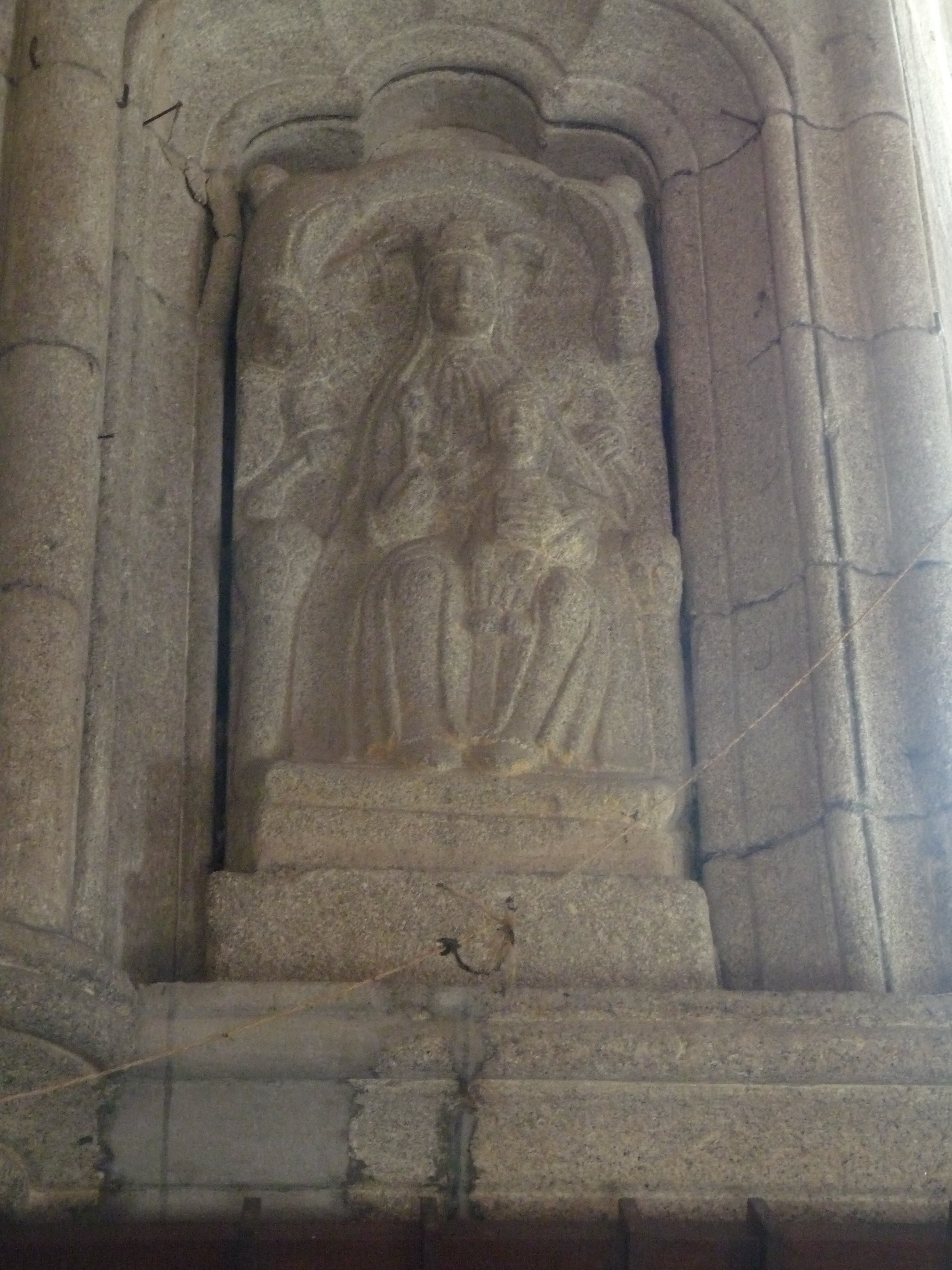
Vierge à l'Enfant du XIIIe siècle

- Église de l'Assomption-de-la-Très-Sainte-Vierge du Grand-Bourg[53].

Une des rares églises gothiques de Creuse ; la nef est du XIIe siècle, alors que les chapelles latérales sont du XIVe. C'est une étape sur la route de Saint-Jacques-de-Compostelle, la Via Lemovicensis venant de Vézelay. À l'intérieur on peut admirer un haut-relief en granit figurant une Vierge à l'Enfant assise et datant du XIIIe siècle, classée en tant qu'objet monument historique depuis 1904. L'édifice est  Classé MH (1929).
- Château du Masgelier. C'est aujourd'hui un centre équestre pour poneys.
- Château de l'Âge-au-Seigneur.
- Monument aux morts[55] : Conflits commémorés : 1870-1871-  1914-1918 - AFN-Algérie (1954-1962).

### Personnalités liées à la commune
- Pendant la Seconde Guerre mondiale, le château du Masgelier fut un refuge pour les enfants juifs grâce à l'organisation de Félix Chevrier. L'avocat Serge Klarsfeld et le comique Popeck y séjournèrent plusieurs mois.
- René Nicod, maire d'Oyonnax, un des quatre-vingts parlementaires qui ont voté contre les pleins pouvoirs à Philippe Pétain le 10 juillet 1940, ce qui lui vaut d'être arrêté et incarcéré jusqu'à la Libération au camp d'internement d'Évaux-les-Bains[56].
- Albert Rivière (1891-1953), homme politique
- Roger Sinaud (1911-1976), compagnon de la Libération
- Alice Caron, Juste parmi les Nations.

### Héraldique
| Blason de Le Grand-Bourg | Blason  | Parti : au 1er d'or à une tour donjonnée de gueules, maçonnée de sable et au chef d'azur chargé de deux chiens braques d'argent passants l'un sur l'autre, au 2d d'argent à une église de sable et au chef d'azur chargé de cinq fleurs de lys d'or ordonnées 3 & 2. |
| Blason de Le Grand-Bourg | Détails | Le premier chef est aux armes de la famille de Brachet de Maslaurent et le second chef est aux armes du chapitre de Saint-Étienne de Limoges. Création Henri Hugon.                                                                                                  |
| Blason de Le Grand-Bourg | Alias   | D'azur à cinq fleurs de lys, ordonnées 3 & 2. Reprise des armes du chapitre de Saint-Étienne de Limoges, proposé en 1860 par Auguste Bosvieux. |